# Fabrizio Tabaton
Fabrizio Tabaton, né le 16 mai 1955, est un ancien pilote de rallye italien.

## Biographie
Ayant débuté en compétition officielle en 1979 (team Martini Racing), Fabrizio Tabaton participe au championnat d'Europe des Rallyes de 1983 à 1997. 
En 1983, il participe aussi aux 1 000 kilomètres d'Imola, inscrite au Championnat d'Europe des voitures de sport, au volant d'une Lancia LC1 de l'écurie italienne Scuderia Sivama soutenue par H.F. Grifone. Il a comme co-équipers Claudio Giovanardi et Franco Cunico et finit l'épreuve en 13e et dernière position. Cette équipe H.F. Grifone l'a accompagné durant l'essentiel de sa carrière.
En rallye, au cours de sa carrière, ses coéquipiers ont été essentiellement Luciano Tedeschini, puis Maurizio Imerito.
À partir de 1998, il participe à la gestion des écuries H.F. Grifone et Step2 en championnat d'Europe .
En 2005, il participe au championnat IRC comme pilote.

## Palmarès

### Titres
- Double Champion d'Europe des rallyes, en 1986 sur Lancia Delta S4, et 1988 sur Lancia Delta HF 4WD, puis intégrale;
- Double Champion d'Italie des rallyes, en 1985 sur Lancia Rally 037, et 1987 sur Lancia Delta HF 4WD;
- Vainqueur du Trophée A112 en 1978;
- Vice-champion d'Europe des rallyes, en 1985 et 1991;
- 3e du championnat d'Europe des rallyes en 1990 (4e en 1989).

### 19 victoires en championnat d'Europe des rallyes
- Rallye dell'Isola d'Elba: 1982
- Rallye d'Aoste: 1982
- Rallye Mille Miglia: 1985
- Rallye de Piancavallo: 1985 et 1987
- Rallye Catalunya: 1985, 1986 et 1990
- Rallye Vinho da Madeira: 1986, 1990 et 1991
- Rallye Elpa Halkidiki: 1986 et 1988
- Rallye Costa Brava: 1986
- Rallye Príncipe de Asturias: 1986
- Rallye di San Marino: 1986
- Rallye Albena (Bulgarie): 1990
- Rallye des Garrigues - Languedoc-Roussillon: 1991
- Rallye El Corte Inglés: 1991

## Autres victoires
- Ronde delle Valli Imperiesi: 2003;
- Rallye Oltrepo Terme di Salice.